# Монгарден
Монгарде́н (фр. Montgardin, окс. Montgardin) — коммуна во Франции, находится в регионе Прованс — Альпы — Лазурный Берег. Департамент коммуны — Верхние Альпы. Входит в состав кантона Ла-Бати-Нёв. Округ коммуны — Гап.
Код INSEE коммуны 05084.

## Население
Население коммуны на 2015 год составляло 462 человек.
| 1962 | 1968 | 1975 | 1982 | 1990 | 1999 | 2008 | 2009 | 2014 | 2015 |
| ---- | ---- | ---- | ---- | ---- | ---- | ---- | ---- | ---- | ---- |
| 177  | 182  | 176  | 249  | 304  | 380  | 436  | 454  | 461  | 462  |

## Экономика
В 2007 году среди 287 человек в трудоспособном возрасте (15—64 лет) 195 были экономически активными, 92 — неактивными (показатель активности — 67,9 %, в 1999 году было 72,2 %). Из 195 активных работали 185 человек (103 мужчины и 82 женщины), безработных было 10 (3 мужчин и 7 женщин). Среди 92 неактивных 20 человек были учениками или студентами, 40 — пенсионерами, 32 были неактивными по другим причинам.

## Достопримечательности
- Замок Монгарден (XIV век).
- Церковь Сен-Пелад. Ранее называлась Сен-Жеро и была часовней замка. В XVIII веке стала приходской церковью.